# Кваді
Кваді — вимерла койсанська мова, що раніше існувала на південному заході Анголи. У 1971 році три людини говорили на Кваді, а з 1981 вона вважається вимерлою. Позаяк відомості про мову Кваді погано записані, її класифікація не зовсім ясна. Як правило, її включають в сім'ю к'хое або в групу к'хое мовної сім'ї квад-к'хое. Схоже, вона зберегла елементи прамови к'хое, які були втрачені в інших членах родини під впливом жу-ч'хоан мов в Ботсвані.
Кваді мову найчастіше зараховують до койсанських мов, оскільки в ній є клацаючі звуки.